# Заболотье (Новгородский район)

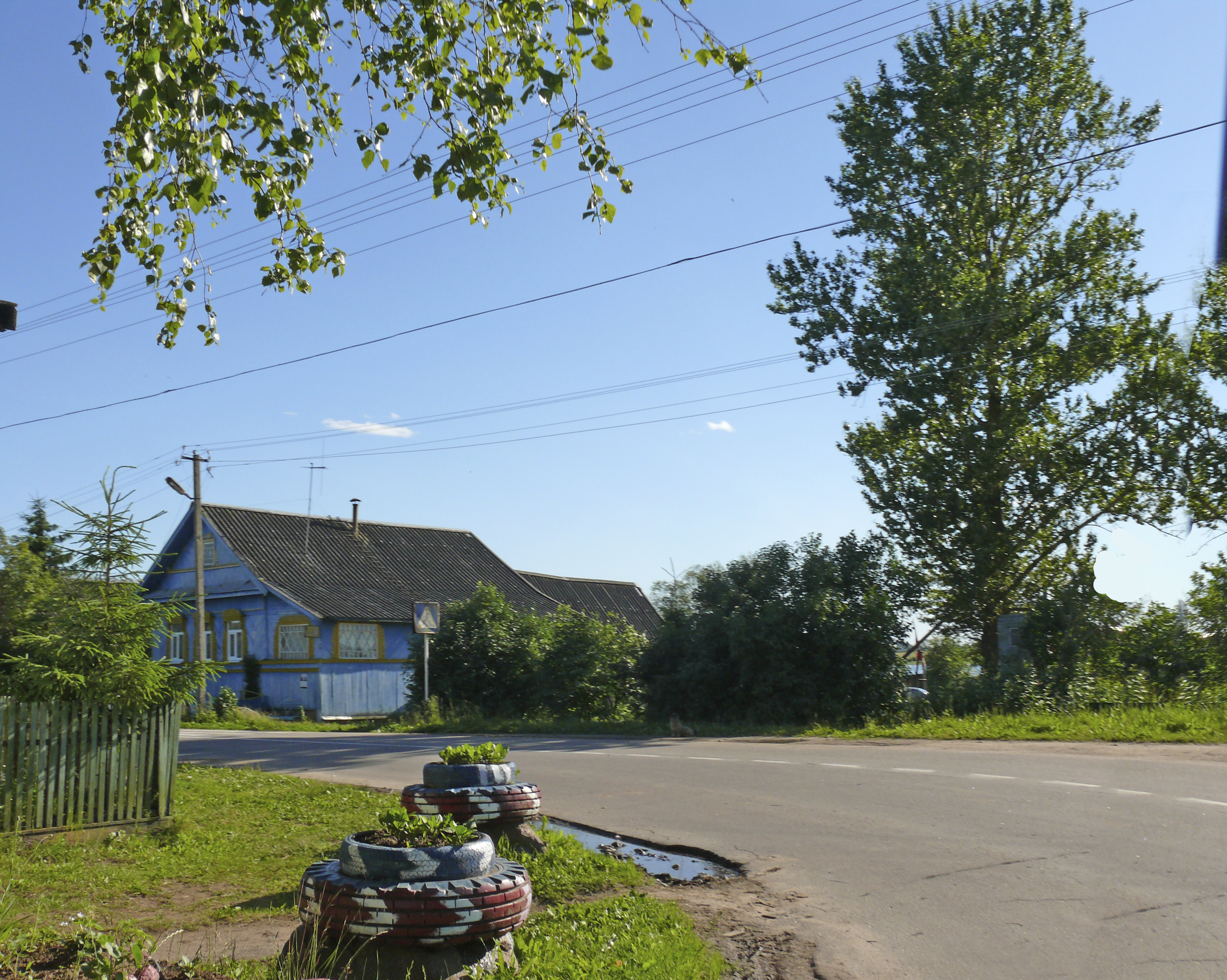
Поворот на главной улице Заболотья

Заболотье — деревня в Новгородском муниципальном районе Новгородской области, входит в состав Борковского сельского поселения.
Деревня расположена в новгородском Поозерье, в 1,5 км от берега озера Ильмень. Ближайшие населённые пункты: деревни Липицы, Курицко, Горошково.
До весны 2010 года деревня входила в состав ныне упразднённого Серговского сельского поселения
В Заболотье находится братское кладбище, на котором захоронено около 400 советских солдат, погибших в 1944 году при освобождении Новгорода.

## Население
| 2009 | 2010 |
| ---- | ---- |
| 46   | ↗47  |